# Zoë Wanamaker
Zoë Wanamakerová (* 13. května 1949, New York, USA) je anglo-americká herečka.
Narodila se v New Yorku v herecké rodině – matka Charlotte Hollandová působila jako televizní a rozhlasová herečka, otec Sam Wanamaker byl herec, režisér a producent židovského původu (známý jako iniciátor postavení repliky divadla Globe) s kořeny v Mykolajivu.
Má americké i britské občanství. Do Británie se s rodiči a dvěma sestrami přestěhovala ve věku 3 let (její otec byl v USA na „černé listině“ v období tzv. mccarthismu). Britské občanství přijala v roce 2000 speciálně pro to, aby mohla přijmout Řád britského impéria (3. třídy) jako britská občanka. V listopadu 1994 se provdala za Gawna Graingera, irského herce a dramatika.
V Česku je nejvíce známa díky těmto filmovým a televizním rolím:
- maminka Susan Harperová v seriálu BBC My Family (2000–2009) – česky Moje rodina na ČT, dabing Zuzana Skalická[1]
- madame Hoochová (učitelka létání na koštěti a soudkyně famfrpálu) ve filmu Harry Potter a Kámen mudrců (2001)
- Ariadne Oliverová (spisovatelka detektivních románů) v televizních filmech podle Agathy Christie s Herculem Poirotem jako titulní postavou – česky Karty na stole (2005),[2] Třetí dívka (2008),[3] Smrt staré posluhovačky (2008)[4]
- Letitia Blacklocková v televizním filmu podle Agathy Christie se slečnou Marplovou jako titulní postavou – česky Ohlášená vražda (2004)[5]